# 3º Reggimento artiglieria terrestre (montagna)
Il 3º Reggimento artiglieria terrestre da montagna è un reparto alpino d'artiglieria dell'Esercito Italiano, con sede a Remanzacco (UD); dipende dalla Brigata alpina "Julia".

## Storia

### Costituzione
Nel novembre 1902 viene costituito il 1º Reggimento su 4 brigate composte da 3 batterie ciascuna più una quinta brigata autonoma, denominata "Brigata Artiglieria da Montagna del Veneto" che nel 1909 diverrà 2º Reggimento. Nel 1911 le batterie vengono impiegate durante la guerra di Libia.
A seguito di modifiche ordinative per la mobilitazione, il 2º Reggimento dal 1º febbraio 1915, per effetto del Regio Decreto n. 1254 del novembre 1914, prende il nome di 3º Reggimento Artiglieria da montagna con sede in Bergamo.

### Prima guerra mondiale

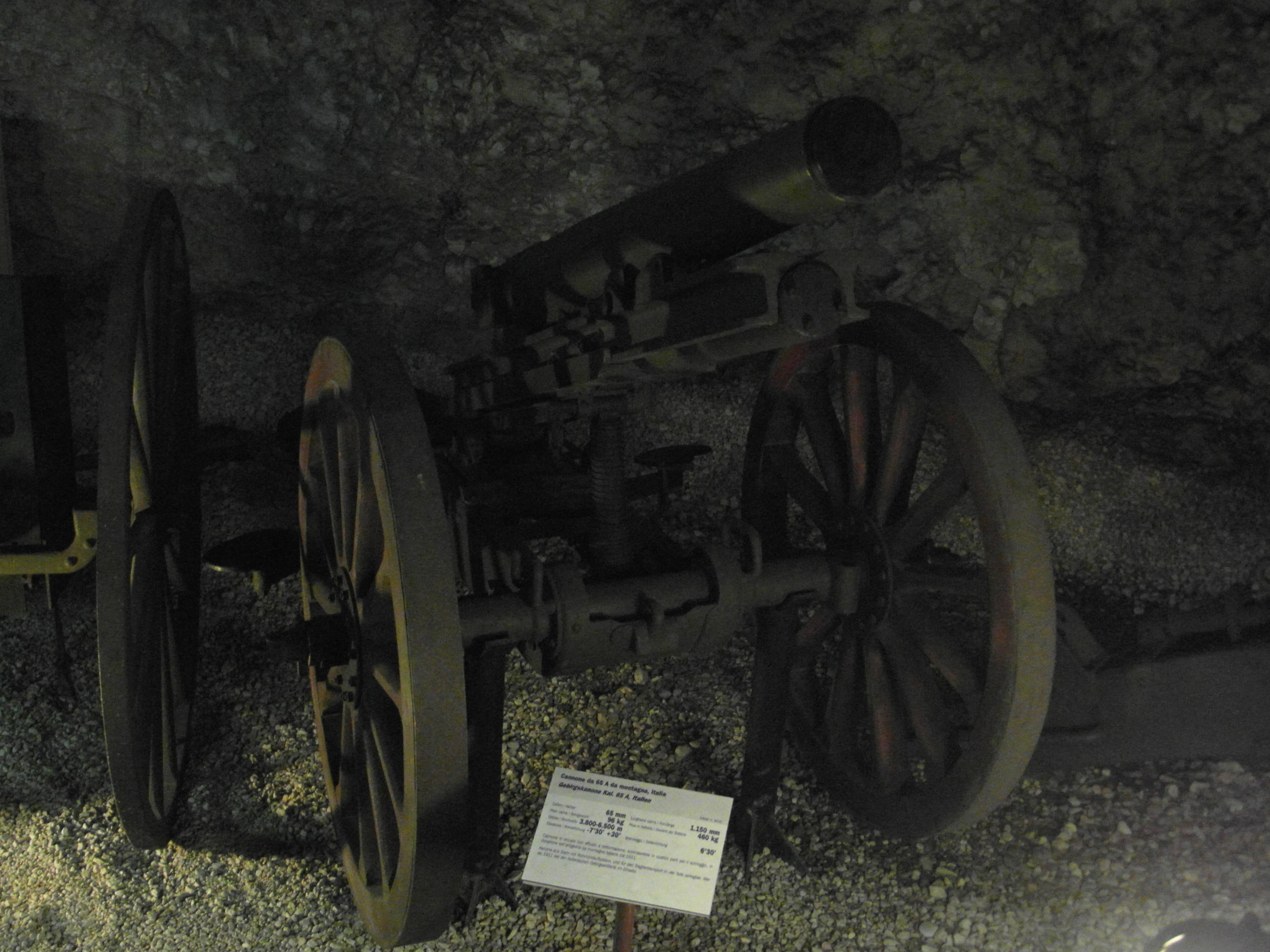
Un esemplare di obice da 65/17 esposto presso il Museo storico italiano della guerra di Rovereto.

Il 3º Reggimento Artiglieria da Montagna comprende i gruppi: "Oneglia", "Bergamo", Como" e successivamente il gruppo "Genova", armate con i pezzi da 65/17 a deformazione.
Il reggimento prende parte alla prima guerra mondiale con i gruppi permanenti oltre a quelli di nuova costituzione: XVII, XVIII, XXIV, XXVII, XXXI, XXXII, XL, gruppi "someggiati" trasformati in gruppi da 65 montagna: XLII, XLV, LV, LVI, LVII, LIX, XLVI, XLVII, XLVIII, LX, LIX, LXVL. Durante il conflitto i gruppi e le batterie non vengono impiegati organicamente, ma vengono talvolta riuniti in raggruppamenti ed assegnati ad analoghi gruppi o raggruppamenti alpini.
Alla fine delle ostilità i gruppi costituiti vengono gradualmente sciolti.

### Primo dopoguerra
Nel corso del 1919 alcune batterie vengono impiegate in Tripolitania, durante le prime operazioni di riconquista della colonia. 
Nel 1921 vengono soppresse le denominazioni dei gruppi per cui il reggimento è costituito da: I gruppo (ex "Oneglia"), II gruppo (ex "Bergamo"), III gruppo (ex XXIX) tutti armati con obici da 75/13 di preda bellica.
Nel 1926 il reggimento assume l'attuale denominazione, comprendendo i due gruppi "Conegliano" e "Udine" e passa alla nuova sede di Belluno, alle dipendenze della 3ª Brigata Alpina.
Nel 1929 arriva dal 2º Reggimento il gruppo "Belluno". 

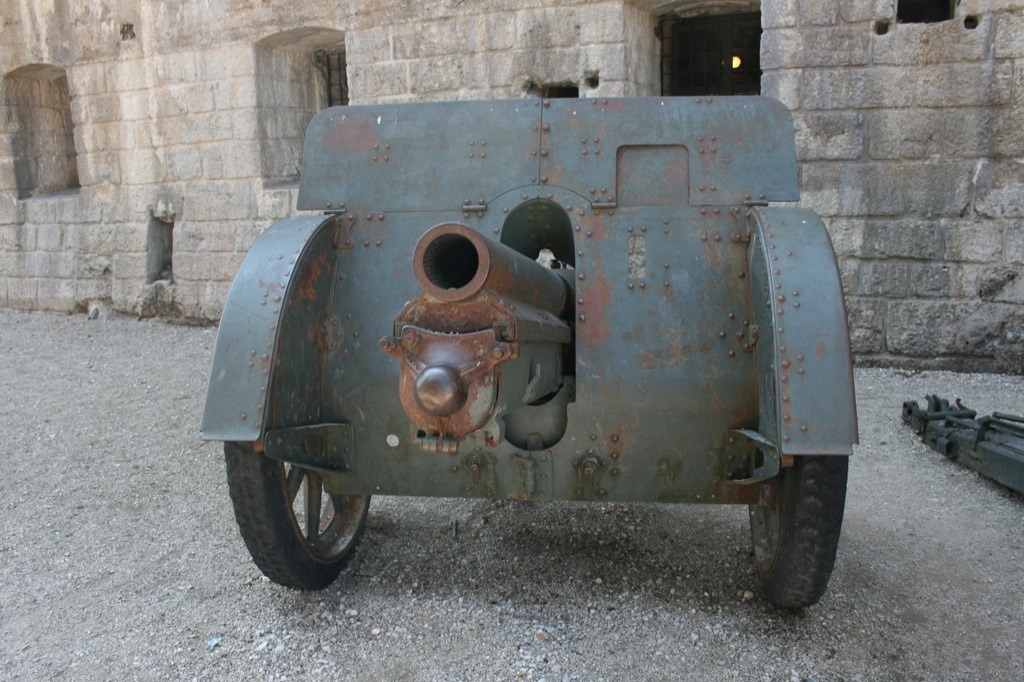
Un esemplare di obice da 100/14 Mod.14.

Il 4 giugno 1934 tutti i reggimenti di artiglieria da montagna assumono la denominazione di artiglieria alpina e nel settembre 1935 il reggimento passa alla divisione alpina "Julia".
Nel dicembre 1935 il reggimento parte per la campagna in Africa Orientale.
All'epoca il 3º Reggimento risultava così costituito: comando di reggimento, comando di deposito, gruppo "Belluno", gruppo "Conegliano", gruppo "Udine". Nell'aprile 1937 il gruppo "Belluno" passa al 5º Reggimento artiglieria.
Nel 1939, alla vigilia dello scoppio della seconda guerra mondiale, il 3º Reggimento artiglieria alpina "Julia", di stanza ad Udine, è così costituito: reparto comando reggimentale, gruppo "Conegliano" , gruppo "Udine".
Nel dicembre 1939 si costituiscono i gruppi artiglieria alpina: "Valle Isonzo"  e "Val Tagliamento" che vengono assegnati al 3º Reggimento.
Il 1º maggio 1940, poco prima dell'entrata in guerra, il gruppo "Val Tagliamento" è assegnato al 1º Gruppo alpini valle, mentre il "Valle Isonzo" è assegnato al 2º Gruppo alpini valle.

### Seconda guerra mondiale
Il 27 ottobre 1940 il reggimento inizia le operazioni in Albania contro le forze greche, 
Nell'agosto 1942 il reggimento parte per il fronte russo così composto: reparto comando reggimentale, gruppo "Conegliano", gruppo "Udine", armati con obici da 75/13, gruppo "Val Piave"  armato con obici da 105/11 di preda bellica francese, gruppo misto, 77ª batteria controcarri, batteria mortai da 81 mm.
Dopo la disfatta sul fronte russo, il reggimento viene ricostituito con i gruppi "Conegliano", "Udine" e "Val Piave".
Con la firma dell'armistizio dell'8 settembre 1943 il reggimento viene sciolto come gli altri reparti del Regio Esercito.

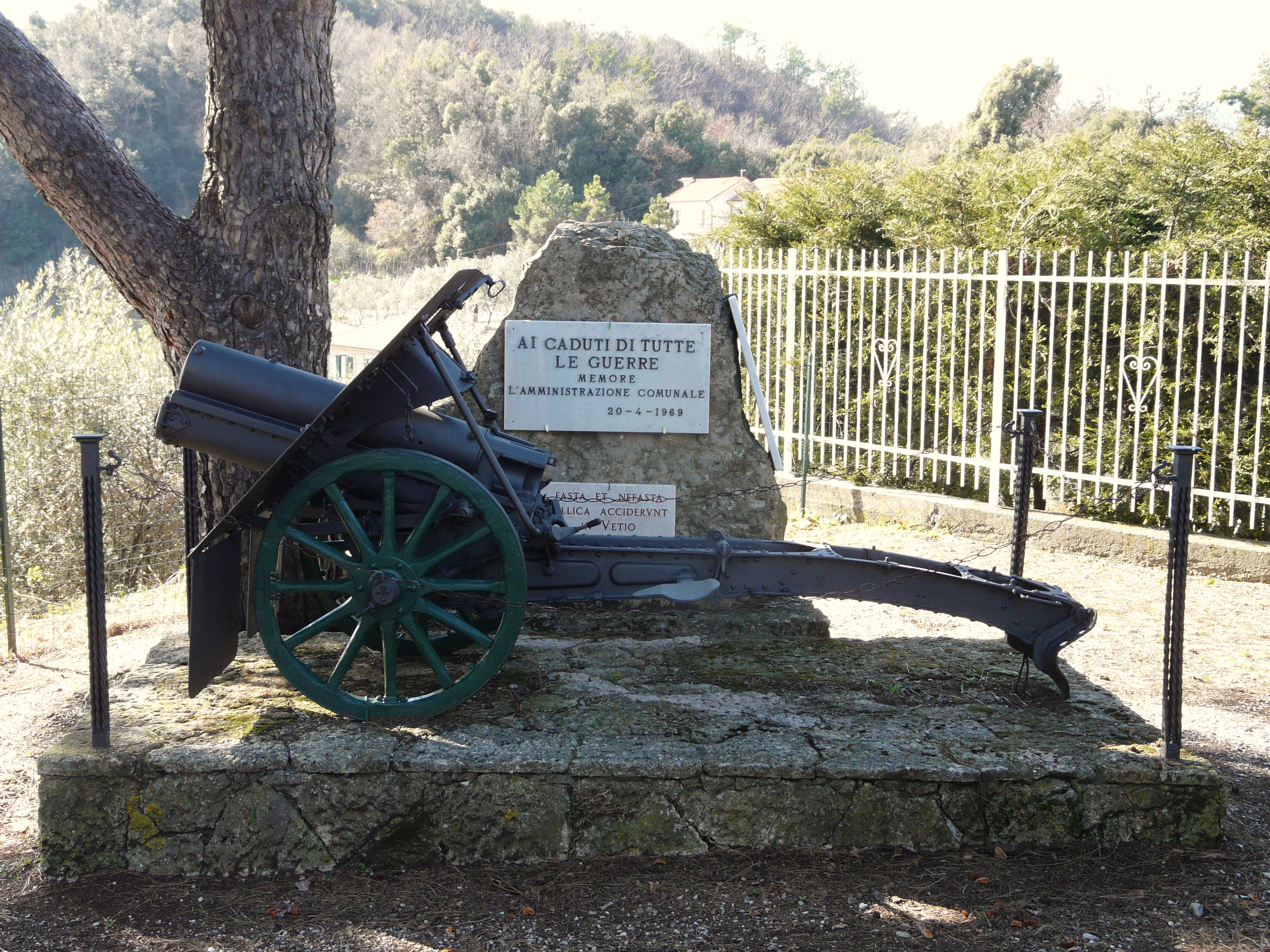
Esemplare di obice da 75/13 mm.

### Secondo dopoguerra
Il 24 agosto 1947 viene ricostituito a Belluno il gruppo "Belluno" (batterie 22ª, 23ª, 24ª), primo gruppo di artiglieria da montagna ricostituito dopo la fine del secondo conflitto mondiale in seno all'Esercito Italiano.
Il 1º febbraio 1951 fu ufficialmente ricostituito il 3º Reggimento artiglieria da montagna con sede a Belluno, così composto: gruppo "Belluno" su obici da 75/13 con sede a Tolmezzo; gruppo controcarri "Julia" da 57/50 proveniente dal 41º Reggimento artiglieria controcarro di Bassano del Grappa. con sede a Tarvisio. Il 1º maggio successivo è ricostituito il gruppo "Conegliano"  su obici da 100/17 mod 16, con sede a Udine. Il 1º luglio è assegnato al reggimento il gruppo contraerei leggero "Julia" equipaggiato con cannoni controcarro da 40/56 (batterie 1ª, 2ª) costituito nel maggio precedente presso la Scuola d'artiglieria di Sabaudia.
Il 1º aprile 1952 fu sciolto il gruppo controcarri "Julia" ed ebbe inizio la costituzione del gruppo "Gemona" armato con mortai da 107 M 30 con sede a Tai di Cadore.
Lo Stato Maggiore dell'Esercito il 17 marzo 1955 dispose che anche le batterie da 100/17 e le batterie mortai assumessero la numerazione storica del reparto, e per effetto di questa disposizione il 3º Reggimento artiglieria da montagna risultò così costituito: gruppo "Belluno", gruppo "Conegliano", e gruppo "Gemona", dal 1º gennaio 1957 denominato "Udine". 
Nel novembre 1957 il gruppo Udine sostituì i mortai da 107 in dotazione con quelli da 120 mm. 

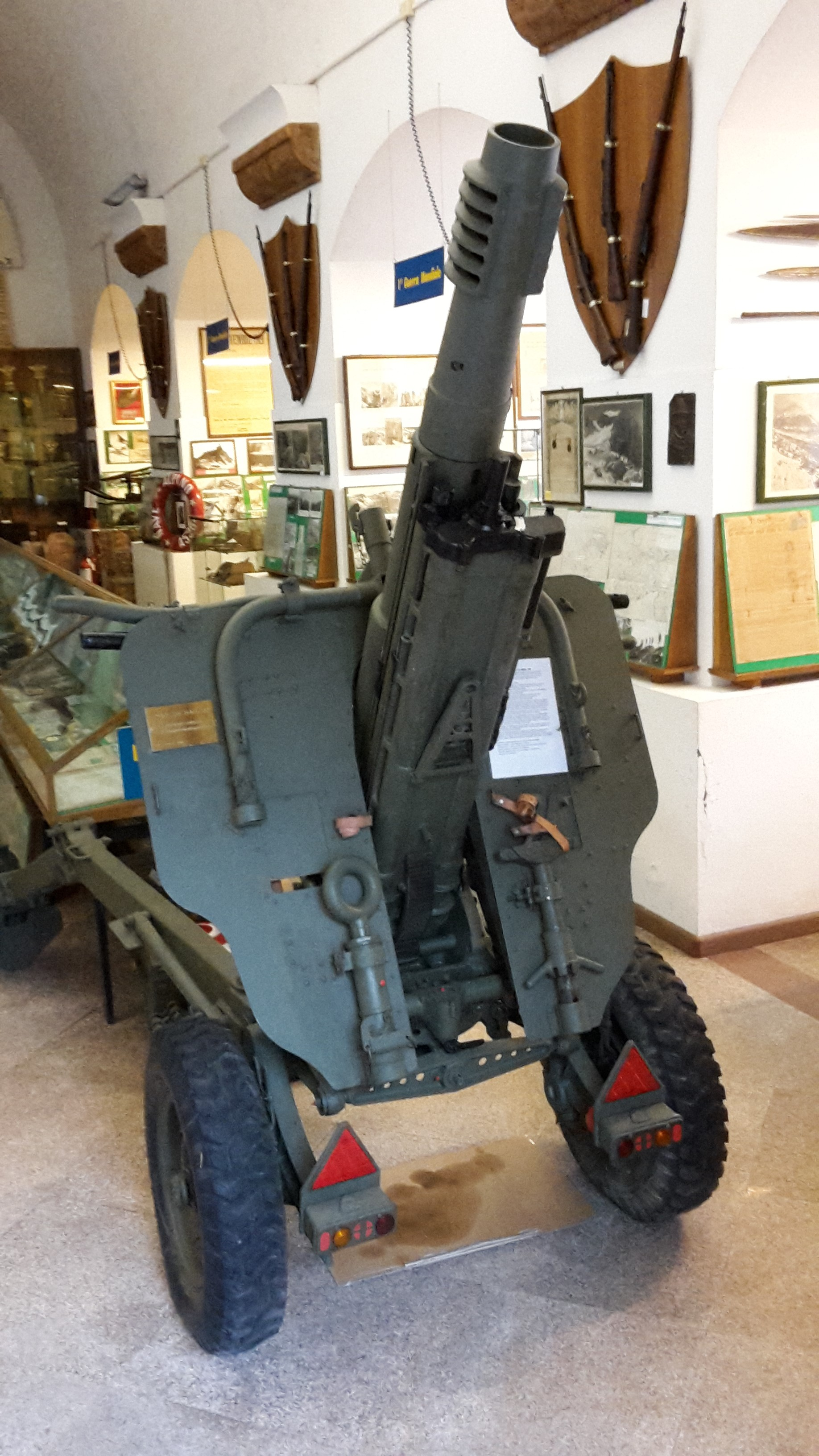
Esemplare di obice OTO Melara da 105/14 presso il Museo storico degli alpini a Trento.

Nel corso del 1960 le batterie dei gruppi "Belluno" e "Conegliano" vennero dotate del nuovo obice da 105/14 OTO Melara, di progettazione e costruzione italiana. Il 15 ottobre 1961 fu costituito a Pontebba il gruppo "Osoppo" , con due batterie armate col nuovo obice da 105/14, mentre la terza era dotata dei mortai da 120 mm.
Il 1º gennaio 1964 il reggimento aveva sede a Gemona ed era così costituito: reparto comando reggimentale; gruppo "Belluno" a Tarvisio, gruppo "Conegliano" a Gemona, gruppo "Udine"  a Tolmezzo, gruppo "Osoppo" a Pontebba, gruppo "Pinerolo" a Tolmezzo. 
Dal 1º agosto 1975 i gruppi erano armati esclusivamente con obici da 105/14, con due batterie autotrainate con una sezione someggiabile, mentre la terza batteria era totalmente autotrainata.

#### Scioglimento
Il gruppo "Pinerolo" venne posto in posizione quadro nel 1974 e sciolto il 1º giugno 1975, mentre il 31 agosto dello stesso anno venne sciolto anche il gruppo "Belluno". Il 5 settembre successivo il gruppo "Osoppo" assunse la denominazione di gruppo Belluno, per essere poi definitivamente sciolto il 31 ottobre 1989.
Il 30 settembre 1975 è sciolto il comando del reggimento, mentre la bandiera di guerra viene affidata al gruppo artiglieria "Conegliano" che aveva sede a Gemona, per passare nel 1976 a Udine; colpito dal terremoto del Friuli di quell'anno, con perdita di uomini e strutture, il reparto interviene in soccorso alla popolazione.

#### Ricostituzione
Il 31 luglio 1992 il gruppo artiglieria "Conegliano" perde la propria autonomia ed il giorno successivo è inquadrato nel ricostituito 3º Reggimento artiglieria terrestre da montagna in Tolmezzo. Il 31 luglio 1995 venne sciolto il gruppo "Udine". Nel 2000 il reggimento assunse la denominazione di artiglieria terrestre.
Il 18 febbraio 2005 il reggimento è così formato da comando reggimento,  batteria comando e supporto logistico, erede delle sezioni vettovagliamento e munizioni e della batteria comando reggimentale, e Gruppo "Conegliano" su 3 batterie obici, una batteria tiro e supporto tecnico e una batteria sorveglianza acquisizione obiettivi e collegamento.

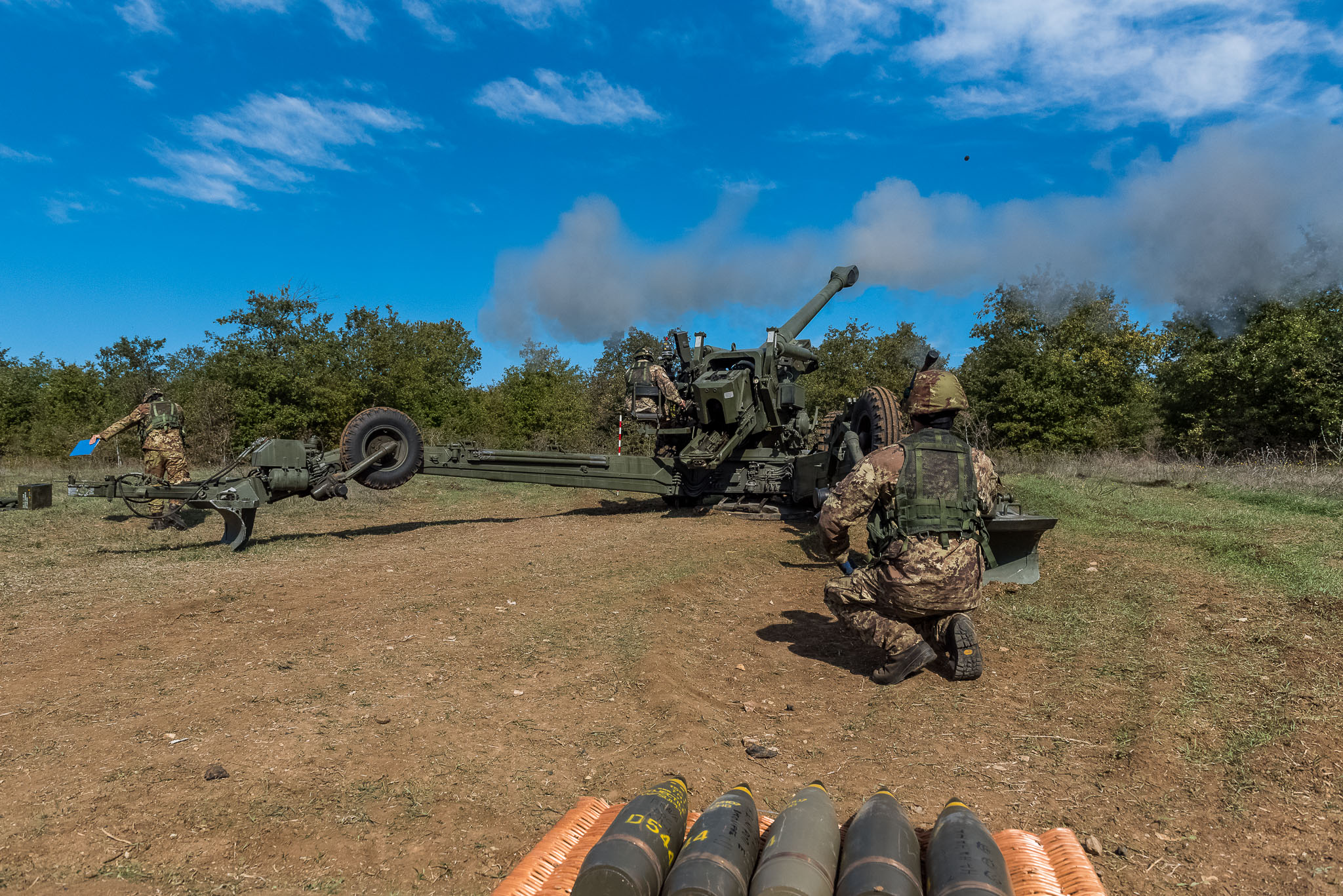
Artiglieri del 3º reggimento su obici FH-70

In questi anni aliquote del reggimento hanno preso parte a diverse missioni militari all'estero, nell'ambito delle Operazioni KFOR e ISAF.
Dal febbraio 2010 aliquote di personale partecipano all'operazione "White Crane" in soccorso alla popolazione di Haiti colpita da un disastroso terremoto.
Sabato 13 giugno 2015 in occasione del Raduno Triveneto, il reggimento ha ricevuto la cittadinanza onoraria dalla municipalità di Conegliano.
Il 3 novembre 2016 il reparto lascia la sede storica della caserma Antonio Cantore di Tolmezzo per trasferirsi presso la caserma Severino Lesa di Remanzacco.

## Campagne militari
- 1896 - Campagna d'Eritrea - 1º marzo: Adua – 14ª batteria.
- 1911/13 - Guerra italo-turca
  - Maggio 1912: Conquista di Rodi – 15ª batteria;
  - Giugno – agosto 1913: Conquista della Libia – 15ª batteria

Prima guerra mondiale
- 1915/16: Fronte Carnico: Pal Piccolo, Freikofel e Zellonkofel – Gruppo artiglieria da montagna Conegliano (13ª, 14ª e 15ª batteria);
- 1915/16: Tre Cime di Lavaredo, Monte Piana, Passo Monte Croce Comelico, Passo della Sentinella - Gruppo Belluno (24ª batteria);
- 1915/18: Tolmino, Sabotino, San Gabriele e S.ta Caterina, Bainsizza, M.te Tomba, Vodice, Vittorio Veneto – Gruppo Udine (17ª batteria);
- 1917: Altipiano della Bainsizza – gr. Conegliano (13ª, 14ª e 15ª batteria);
- 1917/18: Monte Grappa – Gruppo Belluno (24ª batteria);
- 1918: Montello (Battaglia del Solstizio - 15 giu.), Piana della Sernaglia (Battaglia di Vittorio Veneto) – gr. Conegliano (13ª, 14ª e 15ª batteria);
- Val d’Assa, Melette, Monte Zebio, Monte Tomba, Monte Nero, Cima Presena, Passo Cavento, Sasso di Stria, Tofane, Monte Grappa, Monte Altissimo, Passo Buole, Val d’Astico, Val Lagarina – 3º Reggimento artiglieria da montagna (C.do e Scaglione munizioni e viveri reggimentale, gruppi Bergamo, Como, Genova e Oneglia).

Guerra d'Etiopia
- 31 marzo: P.sso MECAN – gr. Belluno (24ª batteria) -  Med. d'Argento al V. M.;
- 12-16 febbraio: Amba Aradam – Gruppo Belluno (13 ª e 24ª batteria).

Seconda guerra mondiale
- Campagna di Grecia (28 ott. 1940/ 23 apr. 1941) –  3º Reggimento artiglieria Alpina (C.do e Reparto munizioni e viveri, Gruppi " Conegliano " e " Udine " (17ª batteria) – Medaglia d'Oro al Valor militare) - Gruppo Belluno (24ª batteria);
- Montenegro (4 ago. 1941/ 7 set. 1942) –  Gruppo Belluno (24ª batteria);
- Campagna di Russia (15 set. 1942/ 1 feb. 1943) - 3º Reggimento artiglieria Alpina (CR, Gruppi " Conegliano " e " Udine " (17ª batteria) – Medaglia d'Oro al V. M..

## Operazioni
sul territorio nazionale
- Operazione Vespri siciliani (Sicilia 1992-1996)
- Operazione Testuggine (Friuli 1993)
- Operazione Riace (Calabria 1995)
- Operazione Domino (Piemonte, 2005)
- Operazione Strade sicure (2008- 2019)
- Operazione Strade Sicure - Comando Raggruppamento “Lombardia- Trentino Alto- Adige” (maggio 2024 - ad oggi)

Fuori area

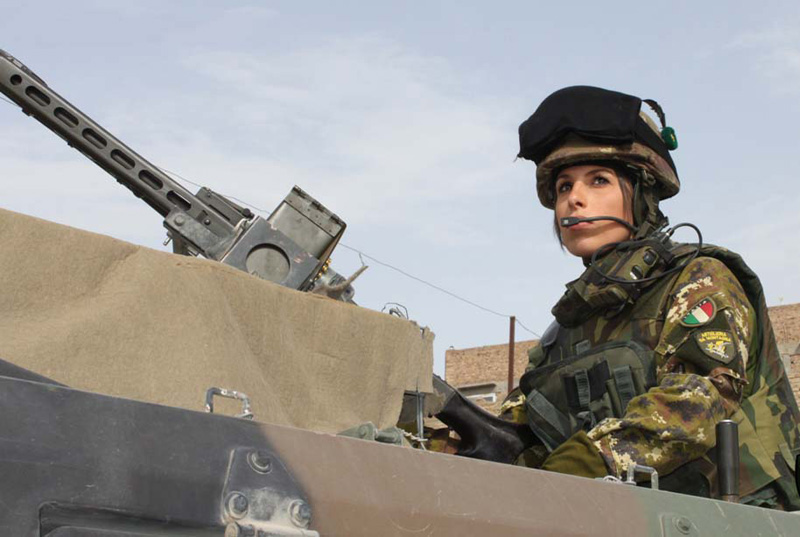
Alpino del 3º Reggimento artiglieria terrestre in pattuglia in Afghanistan con VTLM Lince

- Operazione ISAF 2003 – Kabul, Afghanistan
- Operazione KFOR 2003 – Decane, Kosovo
- Operazione SFOR/EUFOR 2004 – Sarajevo, Bosnia Erzegovina
- Operazione ISAF (PRT V) 2006/2007, Herat, Afghanistan
- Operazione KFOR 2008 – Pec/Peja, Kosovo
- Operazione “WHITE CRANE” 2010 – Haiti
- Operazione ISAF (PRT XIV) 2010/2011,  Herat, Afghanistan
- Operazione ISAF (PRT XIX) 2013, Herat, Afghanistan
- Operazione KFOR 2017 – Pec/Peja, Kosovo

Soccorso alla popolazione
- ottobre 1963 soccorso alle popolazioni colpite dal Disastro del Vajont;
- 06 maggio 1976 soccorso alle popolazioni colpite dal terremoto nel Friuli
- febbraio 2012: aliquote di personale e mezzi del 3º Reggimento artiglieria terrestre sono mobilitati per l'emergenza maltempo e sono intervenuti per ripristinare la viabilità a Potenza, Melfi, Lagonegro e Forenza.[5]

## Struttura
- comando di reggimento
- batteria di supporto logistico
- batteria di acquisizione obiettivi
- gruppo artiglieria da montagna "Conegliano"
  - 13ª batteria obici “La lavine” (Obici da 105/14 Mod.56)[6]
  - 14ª batteria obici “La montane” (Obici da 155/39 FH-70)[6]
  - 15ª batteria obici “L’ercolat” (Obici da 155/39 FH-70)[6]
  - 17ª batteria tiro e supporto tecnico “La dura”.[6]
  - (il reggimento ha a disposizione 6× Mortai Pesanti Thomson-Brandt TR61 da 120 mm)[7]

## Stemma
Ornamenti esteriori:
Lo scudo è sormontato dalla corona turrita degli Enti Militari.
Lista bifida d'oro, svolazzante, collocata sotto la punta dello scudo, incurvata con la concavità rivolta verso l'alto, riportante il motto, in lettere maiuscole di nero: "nobis incedentibus rupes ruunt".
Nastri rappresentativi delle ricompense al Valore: annodati nella parte centrale non visibile della corona turrita, scendenti svolazzanti in sbarra ed in banda dal punto predetto, passando dietro la parte superiore dello scudo: 2 M.O.V.M., 1 M.A.V.E.»

## Onorificenze

### Decorati
- Alfredo Di Cocco - Capitano, comandante gruppo Oneglia - Monfenere, 18 novembre 1917
- Carlo Bottiglioni - Capitano, gruppo Val Tagliamento - Val Bencia-Mali Palcies q. 1430 (fronte greco) 30 dicembre 1940-6 gennaio 1941
- Mario Ceccaroni - Maggiore, comando di reggimento - Mali Tabajani Dras e Cais (fronte greco) 14-16 gennaio 1941
- Enrico Franco - Capitano, gruppo Udine - Mali Scindeli (fronte greco) 10 marzo 1941
- Giovanni Giacomini - Sergente, gruppo Udine - Chiaf e Bunich (fronte greco) 30 dicembre 1940
- Bruno Ranieri - Tenente, gruppo Val Tanaro - Chiaristi e Fratarit (fronte greco) 23 dicembre 1940
- Joâo Turolla - S. Tenente, gruppo Conegliano - Eleutero (fronte greco) 9 novembre 1940
- Giovanni Bortolotto - Sergente, gruppo Conegliano - Russia 30 dicembre 1942
- Aldo Bortolussi - Caporale, gruppo Conegliano - Slowiew, Russia 20 gennaio 1943
- Olivo Maronese - Caporal Maggiore, gruppo Conegliano - Russia 20 gennaio 1943
- Scipio Secondo Slataper - S.Tenente, gruppo Udine - Russia 16 dicembre 1942-21 gennaio 1943

## Comandanti

### Reggimento artiglieria
Comandanti 1915-1943
- Col. Giuseppe Regazzi
- Col. Francesco Cavandoli
- Col. Prospero Tarantola
- Col. Vittorio Marangio
- Col. Enrico Signorelli
- Col. Luigi Mazzini
- Col. Enrico Carlino
- Col. Luigi Jallà
- Col. Pietro Gay
- Col. Federico Moro
- Col. Giuseppe Boranga

Comandanti 1951-1975
- Col. Carlo Ravnich
- Col. Guido Emer
- Col. Corrado Sangiorgio
- Col. Raffaele Binetti
- Col. Carlo Meozzi
- Col. Renato Apollonio
- Col. Giovanni Delfino
- Col. Carlo Graziosi
- Col. Giuseppe Tecilla
- Col. Luciano Plasso
- Col. Fabio Moizo
- Col. Vittorio Mensa
- Col. Giorgio Donati
- Col. Angelo Biglino
- Col. Fulvio Meozzi

Comandanti dal 1992
- Col. Camillo Di Paolo
- Col. Luciano Alberici da Barbiano
- Col. Paolo Donnini
- Col. Prisco Enzo Ferrigno
- Col. Claudio Mora
- Col. Silvio Biagini
- Col. Maurizio Paissan
- Col. Maurizio Plasso
- Col. Michele Sandri (2008 - 2010)
- Col. Antonino Inturri (2010-2012)
- Col. Flavio Lauri (2012-2014)
- Col. Enzo Ceruzzi (2014-2018)
- Col. Romeo Tomassetti (2018-2021)
- Col.Francesco Suma (2021-2023)
- Col.Massimiliano Ferraresi (dal 1º settembre 2023)

### Gruppo "Conegliano"
- Ten. Col. Domenico Rossotto
- Ten. Col. Luigi Cerato 1.7.1951 - 30.09.1952
- Magg. Piero De Silvestri 01.10.1952 - 01.09.1954
- Ten. Col. Fortunato D'Amico 02.09.1954 - 15.08.1955
- Magg. Nillo Martinello 18.08.1955 - 22.03.1958
- Magg. Fabio Moizo 23.03.1958 - 18.04.1959
- Cap. Fernando Gorret 19.04.1959 - 31.08.1959
- Magg. Vittorio Garavini 01.09.1959 - 31.03.1961
- Ten. Col. Ugo Curini 01.09.1961 - 20.08.1963
- Ten. Col. Battista Berruti 21.08.1963 - 02.10.1964
- Magg. Renato Pensa 03.10.1964 - 04.03.1967
- Ten. Col. Ubaldo Vigilante 05.03.1967 - 28.08.1970
- Ten. Col. Giuseppe Ferraris 01.09.1970 - 31.08.1973
- Ten. Col. Enrico Chiolero 01.09.1973 - 31.08.1975 sa
- Ten.Col. Antonino Inturri 2008 - 2009
- Ten.Col. Massimiliano Ferraresi dal 09.05.2019 al 09.10.2020
- Ten.Col. Nicola Sabatelli dal 09.10.2020 al 21.10.2021
- Ten.Col. Davide Pascoli dal 22.10.2021 al 01.09.2023
- Ten.Col. Pierluigi Signor dal 01.09.2023

## Persone legate al reggimento
- Giulio Bedeschi
- Enzo Ferrari

### Esplicative
1. ↑  Intitolata alla portatrice carnica decorata di Medaglia d'oro al valor militare Maria Plozner Mentil.
2. ↑  Inserite nella task force "Genio" dell'Esercito.
3. ↑  Medaglia concessa per il valore dimostrato durante le operazioni di soccorso alla popolazione in occasione del Terremoto del Friuli del 1976.

### Bibliografiche
1. ↑  Bianchi, Cattaneo 2011, p. 35.
2. 1 2 3  Bianchi, Cattaneo 2011, p. 36.
3. 1 2 3 4 5 6 7  Bianchi, Cattaneo 2011, p. 64.
4. 1 2  Bianchi, Cattaneo 2011, p. 65.
5. ↑   Emergenza neve: l'esercito in prima linea Riepilogo attività svolte dall'Esercito per l'emergenza neve al 15 febbraio 2012 (archiviato dall'url originale il 19 ottobre 2013)..
6. 1 2 3 4   “Frozen Arrow 21”, la FIREX del 3º Reggimento artiglieria da montagna – ExTra REPORTS, su extra-reports.it. URL consultato il 25 novembre 2022.
7. ↑   Samantha Costa, L'artiglieria da montagna ieri e oggi (2ª parte), su Associazione Nazionale Alpini. URL consultato il 26 novembre 2022.
8. ↑   Croce d'argento al merito dell'Esercito, su quirinale.it. URL consultato l'8 aprile 2022.
9. ↑   3° Reggimento Artiglieria da Montagna, su Vecio.it, 12 agosto 2011. URL consultato il 2 novembre 2021 (archiviato dall'url originale il 12 luglio 2012).